# Blaesoxipha valangae
Blaesoxipha valangae är en tvåvingeart som först beskrevs av Aldrich 1932.  Blaesoxipha valangae ingår i släktet Blaesoxipha och familjen köttflugor. Inga underarter finns listade i Catalogue of Life.